# HD37444
HD37444 — хімічно пекулярна зоря спектрального класу A4, що має видиму зоряну величину в смузі V приблизно  7,6.
Вона  розташована на відстані близько 765,6 світлових років від Сонця.